# Hell-A Woman
«Hell-A Woman» — второй эпизод сериала канала Showtime «Californication». Сценарий написал Том Капинос, режиссёром стал Скотт Уинант, а премьера состоялась 20 августа 2007 года.

## Сюжет
Получив поддержку со всех сторон, Хэнк начинает вести свой блог в журнале Hell-A Magazine. Плюс, под видом приглашения Хэнка на семейный ужин в дом Билла (Дамиан Янг), Карен сводит Хэнка со своей подругой Соней (Пола Маршалл). За ужином, Бекка раскрывает, как Хэнк познакомился с Карен.

## Гости
Хэнк знакомится с блондинкой (Брук Баннер) и идёт к ней на квартиру, но обнаруживает, что она на самом деле мать-одиночка/звезда взрослого кино, чья дочь сильно нуждается в ней в этот момент. Затем он оставляет их вдвоём и идёт домой.

## Культурные отсылки
- Хэнк начинает свой блог со слов "Хэнк ненавидит вас всех", отсылка на его книгу «Бог ненавидит нас всех».
- Хэнк говорит за ужином как он Билл и Карен познакомились и как они говорили о "Дзене и искусстве кризиса среднего возраста", отсылка на роман «Дзен и искусство ухода за мотоциклом» Роберта М. Пирсига.

## Музыка
- Robbers on High Street - "Mojo"
- The Doors - "L.A. Woman" (ремикс Пола Окенфолда)
- Кеннет Джеймс Гибсон - "Sarcastically Yours"
- Томми Стинсон - "Light of Day"